# بلندمرغان
بلندمرغان (به لاتین: Bathornithidae) یک تیرهٔ منقرض‌شده از پرندگان از ائوسن تا میوسن در آمریکای شمالی است. بخشی از کاکل‌پیشانی‌سانان (Cariamiformes), آنها مربوط به سریماهای هنوز موجود و دهشت‌مرغان (Phorusrhacidae) منقرض‌شده هستند. آنها احتمالاً از نظر عادات مشابه بودند، شکارگران زمینی و پادراز، که برخی از آنها به اندازه‌های عظیمی رسیدند.
پیشنهاد شده است که بیشتر، اگر نه همه، فسیل‌های پالئوژن کاکل‌پیشانی‌سانان آمریکای شمالی بخشی از این گروه هستند. استورز اولسون همچنین Elaphrocnemus اروپایی را به این کلاد ارجاع داد، اگرچه از آن زمان رد شده است. برعکس، برخی تحلیل‌ها در عوض آنها را به‌عنوان یک گروه چندتبار بازیابی کرده‌اند، با بلندمرغ و خویشاوندان گونه‌های خواهری دهشت‌مرغ‌ها در حالی که Paracrax به سریماهای نوین نزدیک‌تر است، اگرچه این ارزیابی به شدت بحث‌برانگیز است.
جدیدترین اتفاق نظر این است که Bathornithidae منحصر به بلندمرغ‌ها، به عنوان یک کلاد از کاکل‌پیشانی‌سانان بیرون از یک کلاد شامل سریماها و دهشت‌مرغ‌ها و همچنین یک نمونه اروپایی احتمالی، تنزل داده شده است. Paracrax و Eutreptornis گونه‌های عجیب و غریبی هستند که شباهت‌های کاکل‌پیشانی‌شکل آن‌ها به‌طور کامل حل نشده است. با این حال، یک مطالعه در سال ۲۰۲۴ نشان می‌دهد که Bathornis نسبت به دهشت‌مرغ‌ها به سریماها نزدیک‌تر است.

## زیست‌شناسی
اگرچه برخی از شکل‌ها مانند Paracrax wetmorei ممکن است توانایی پرواز باشند، بیشتر گونه‌ها بی‌پرواز بودند، نمونه‌هایی از پرندگان بی‌پرواز در محیط‌های تحت سلطه پستانداران هستند. Paracrax gigantea , Paracrax antiqua و گونه‌های بزرگ‌تر بلندمرغ (Bathornis) به‌ویژه ممکن است کنام‌های شکارگری درشت شبیه به دهشت‌مرغ‌ها را اشغال کرده باشند که ارتفاع اولی و دومی به بیش از ۲ متر (۶ فوت ۷ اینچ) می‌رسد.
به نظر می‌رسد که بلندمرغ‌های مناسب، محیط‌های تالابی را ترجیح داده است. این سرده بسیار متنوع بود که طیف گسترده‌ای از گونه‌ها را در اندازه‌های مختلف، از ائوسن تا میوسن، دربر می‌گرفت.